# 帕福斯
帕福斯（希臘語：Πάφος）是塞浦路斯的一个海滨城市，位于塞浦路斯岛西南。帕福斯距首都尼科西亚约100公里。帕福斯是帕福斯区的首府，在罗马时代曾经是塞浦路斯行省的首府。在古典时期，帕福斯可指旧帕福斯与新帕福斯。目前大部分居民居住于新帕福斯。帕福斯被联合国教科文组织列为世界遗产。在传说中，帕福斯海滨附近的海滩是希腊神话中女神阿佛洛狄忒的诞生地。
使徒保羅曾在公元一世紀的第一次佈道旅行中拜訪帕福斯城。

## 姐妹城市

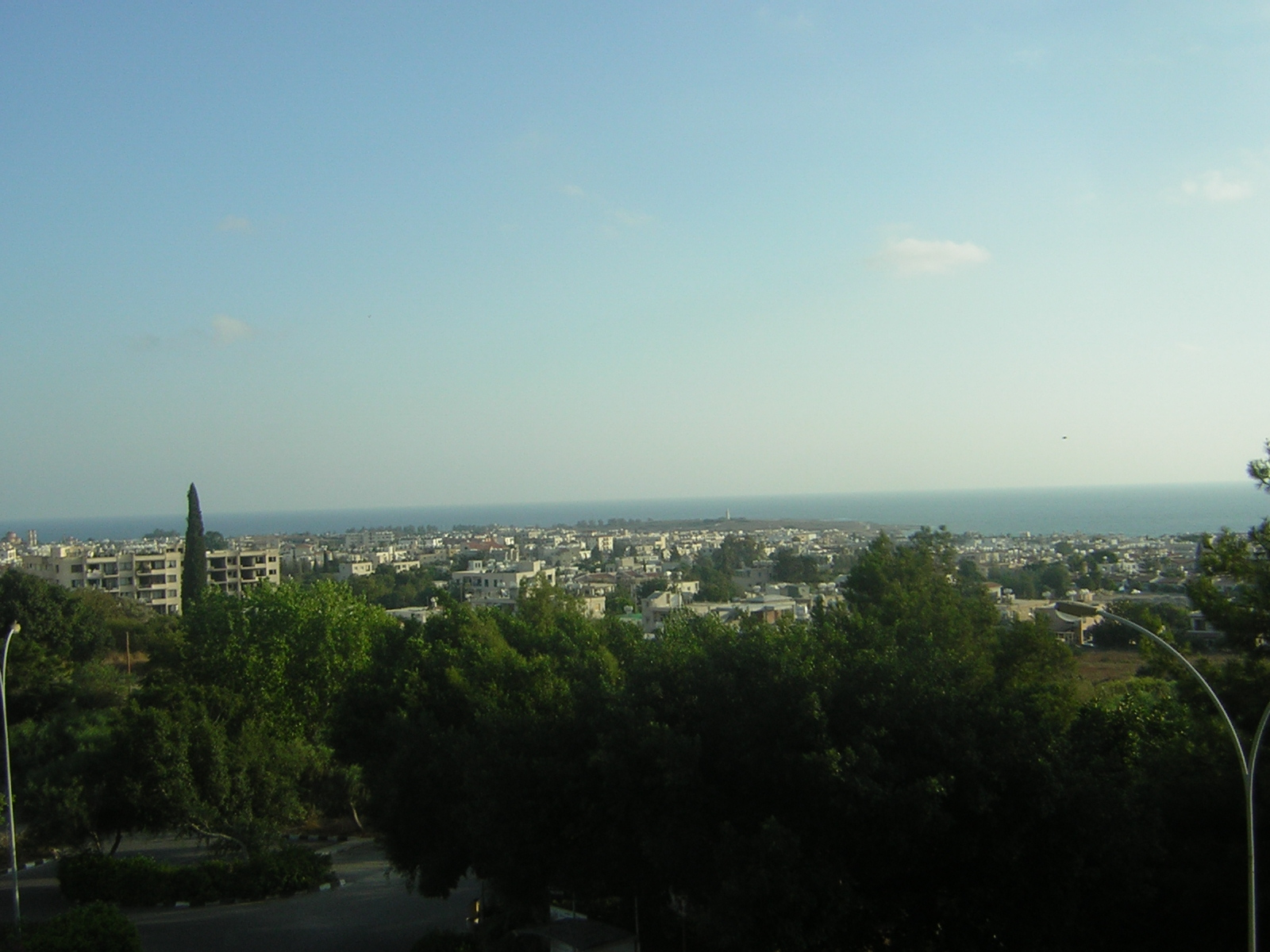
景色
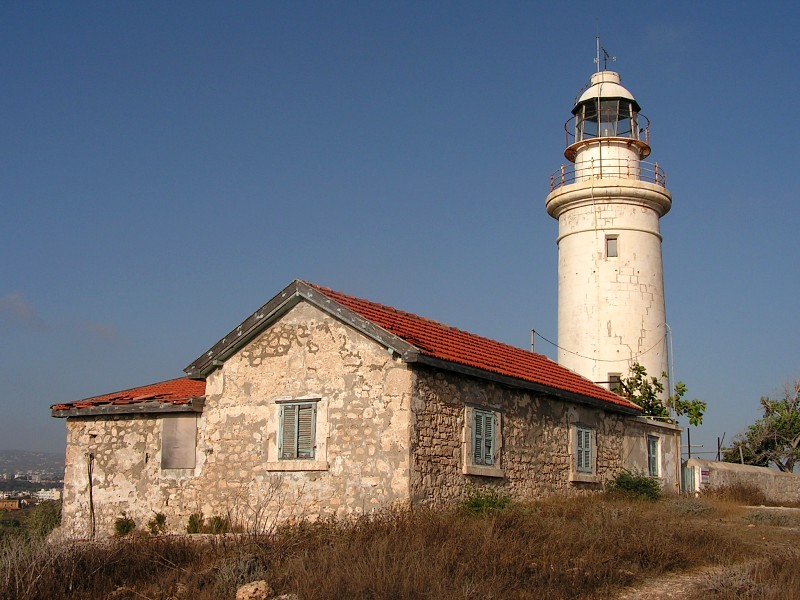
帕福斯燈塔

- 希腊哈尼亚
- 希腊卡拉马里亚
- 希腊普雷韋扎
- 希腊拉米亚
- 希腊克基拉市
- 希腊米蒂利尼
- 義大利安濟奧

- 景色
- 帕福斯燈塔